# Duitse Democratische Republiek op de Olympische Winterspelen 1980
Tijdens de Olympische Winterspelen van 1980, die in Lake Placid (Verenigde Staten) werden gehouden, nam de Duitse Democratische Republiek (DDR) voor de vierde keer deel.

## Medailleoverzicht
| Sport              | Olympiër                                                                 | Discipline             | Medaille |
| ------------------ | ------------------------------------------------------------------------ | ---------------------- | -------- |
| Biatlon            | Frank Ullrich                                                            | 10 km (m)              | Goud     |
| Bobsleeën          | Meinhard Nehmer Bernhard Germeshausen Bogdan Musiol Hans-Jürgen Gerhardt | 4-mansbob (m)          | Goud     |
| Kunstrijden        | Anett Pötzsch                                                            | vrouwen                | Goud     |
| Langlaufen         | Barbara Petzold                                                          | 10 km (v)              | Goud     |
| Langlaufen         | Marlies Rostock Carola Anding Veronika Hesse Barbara Petzold             | 4x5 km estafette (v)   | Goud     |
| Noordse combinatie | Ulrich Wehling                                                           | mannen                 | Goud     |
| Rodelen            | Bernhard Glass                                                           | mannen                 | Goud     |
| Rodelen            | Hans Rinn Norbert Hahn                                                   | dubbel                 | Goud     |
| Schaatsen          | Karin Enke                                                               | 500 m (v)              | Goud     |
| Biatlon            | Frank Ullrich                                                            | 20 km (m)              | Zilver   |
| Biatlon            | Mathias Jung Klaus Siebert Frank Ullrich Eberhard Rösch                  | 4x7,5 km estafette (m) | Zilver   |
| Bobsleeën          | Bernhard Germeshausen Hans-Jürgen Gerhardt                               | 2-mansbob (m)          | Zilver   |
| Kunstrijden        | Jan Hoffmann                                                             | mannen                 | Zilver   |
| Rodelen            | Melitta Sollmann                                                         | vrouwen                | Zilver   |
| Schaatsen          | Sabine Becker                                                            | 3000 m (v)             | Zilver   |
| Schansspringen     | Manfred Deckert                                                          | normale schans (m)     | Zilver   |
| Biatlon            | Eberhard Rösch                                                           | 20 km (m)              | Brons    |
| Bobsleeën          | Meinhard Nehmer Bogdan Musiol                                            | 2-mansbob (m)          | Brons    |
| Bobsleeën          | Horst Schönau Roland Wetzig Detlef Richter Andreas Kirchner              | 4-mansbob (m)          | Brons    |
| Kunstrijden        | Manuela Mager Uwe Bewersdorff                                            | paarrijden             | Brons    |
| Noordse combinatie | Konrad Winkler                                                           | mannen                 | Brons    |
| Schaatsen          | Sylvia Albrecht                                                          | 1000 m (v)             | Brons    |
| Schaatsen          | Sabine Becker                                                            | 1500 m (v)             | Brons    |

## Deelnemers en resultaten

### Biatlon
| Olympiër                                                | Discipline             | Resultaat | Prestatie                                                                                            |
| ------------------------------------------------------- | ---------------------- | --------- | --- |
| Mathias Jung                                            | 10 km (m)              | 21e       | 35.50,36 (+3.39,67) pen.: 4 (1 / 3)                                                                  |
| Eberhard Rösch                                          | 20 km (m)              | Brons     | 1:11.11,73 (+2.55,42) pen.: 2 (2 / 0 / 0 / 0)                                                        |
| Klaus Siebert                                           | 10 km (m)              | 4e        | 33.32,76 (+1.22,07) pen.: 2 (1 / 1)                                                                  |
| Klaus Siebert                                           | 20 km (m)              | 15e       | 1:13.48,71 (+5.32,40) pen.: 6 (2 / 0 / 0 / 4)                                                        |
| Frank Ullrich                                           | 10 km (m)              | Goud      | 32.10,69 pen.: 2 (0 / 2)                                                                             |
| Frank Ullrich                                           | 20 km (m)              | Zilver    | 1:08.27,79 (+11,48) pen.: 3 (1 / 0 / 1 / 1)                                                          |
| Mathias Jung Klaus Siebert Frank Ullrich Eberhard Rösch | 4x7,5 km estafette (m) | Zilver    | 1:34.56,99 (+0.53,72) pen.: 3-18 (0-3 / 2-6 / 0-4 / 1-5) (23.03,85 / 24.47,64 / 23.01,26 / 24.04,24) |

### Bobsleeën
| Olympiër                                                                 | Discipline           | Resultaat | Prestatie                                               |
| ------------------------------------------------------------------------ | -------------------- | --------- | ------------------------------------------------------- |
| Meinhard Nehmer Bogdan Musiol                                            | 2-mansbob (m) DDR I  | Brons     | 4.11,08 (+1,72) (1.02,39 / 1.02,88 / 1.02,86 / 1.02,95) |
| Bernhard Germeshausen Hans-Jürgen Gerhardt                               | 2-mansbob (m) DDR II | Zilver    | 4.10,93 (+1,57) (1.02,58 / 1.02,48 / 1.03,31 / 1.02,56) |
| Meinhard Nehmer Bernhard Germeshausen Bogdan Musiol Hans-Jürgen Gerhardt | 4-mansbob (m) DDR I  | Goud      | 3.59,92 (59,86 / 1.00,03 / 59,73 / 1.00,30)             |
| Horst Schönau Roland Wetzig Detlef Richter Andreas Kirchner              | 4-mansbob (m) DDR II | Brons     | 4.00,97 (+1,05) (1.00,24 / 1.00,35 / 1.00,04 / 1.00,34) |

### Kunstrijden
| Olympiër                      | Discipline | Resultaat | Prestatie              |
| ----------------------------- | ---------- | --------- | ---------------------- |
| Jan Hoffmann                  | mannen     | Zilver    | pc. 15,0; 189,7 punten |
| Hermann Schulz                | mannen     | 11e       | pc. 98,0; 166,7 punten |
| Anett Pötzsch                 | vrouwen    | Goud      | pc. 11,0; 189,0 punten |
| Manuela Mager Uwe Bewersdorff | paarrijden | Brons     | pc. 33,0; 140,5 punten |
| Sabine Baeß Tassilo Thierbach | paarrijden | 6e        | pc. 53,0; 136,0 punten |

### Langlaufen
| Olympiër                                                     | Discipline           | Resultaat | Prestatie                                              |
| ------------------------------------------------------------ | -------------------- | --------- | ------------------------------------------------------ |
| Alf-Gerd Deckert                                             | 15 km (m)            | 37e       | 45.00,40 (+3.02,77)                                    |
| Alf-Gerd Deckert                                             | 30 km (m)            | 9e        | 1:30.05,17 (+3.02,37)                                  |
| Alf-Gerd Deckert                                             | 50 km (m)            | 26e       | 2:38.13,53 (+10.48,93)                                 |
| Carola Anding                                                | 10 km (v)            | 12e       | 31.45,82 (+1.14,28)                                    |
| Veronika Hesse                                               | 5 km (v)             | 7e        | 15.31,83 (+24,91)                                      |
| Veronika Hesse                                               | 10 km (v)            | 8e        | 31.29,14 (+57,60)                                      |
| Ute Nestler                                                  | 5 km (v)             | 16e       | 15.53,38 (+46,46)                                      |
| Barbara Petzold                                              | 5 km (v)             | 4e        | 15.23,62 (+16,70)                                      |
| Barbara Petzold                                              | 10 km (v)            | Goud      | 30.31,54                                               |
| Marlies Rostock                                              | 5 km (v)             | 9e        | 15.36,28 (+29,36)                                      |
| Marlies Rostock                                              | 10 km (v)            | 7e        | 31.28,79 (+57,25)                                      |
| Marlies Rostock Carola Anding Veronika Hesse Barbara Petzold | 4x5 km estafette (v) | Goud      | 1:02.11,10 (15.50,64 / 15.39,52 / 15.18,23 / 15.22,71) |

### Noordse combinatie
| Olympiër         | Discipline | Resultaat | Prestatie                                                                                             |
| ---------------- | ---------- | --------- | --- |
| Ulrich Wehling   | mannen     | Goud      | 432,20 punten schans: 227,2 p 112,2 (80,0 m)+115,0 (85,0 m)+102,4 (81,0 m) 15 km: 205,00 p (49.24,05) |
| Konrad Winkler   | mannen     | Brons     | 425,32 punten schans: 214,5 p 97,0 (73,0 m)+104,6 (81,0 m)+109,9 (83,5 m) 15 km: 210,82 p (48.45,07)  |
| Uwe Dotzauer     | mannen     | 5e        | 418,42 punten schans: 217,6 p 112,0 (80,5 m)+105,6 (81,0 m)+105,0 (82,0 m) 15 km: 200,82 p (49.52,04) |
| Gunter Schmieder | mannen     | 8e        | 404,08 punten schans: 201,7 p 97,2 (75,0 m)+99,9 (79,0 m)+101,8 (80,0 m) 15 km: 202,38 p (49.42,00)   |

### Rodelen
| Olympiër               | Discipline | Resultaat | Prestatie                                             |
| ---------------------- | ---------- | --------- | ----------------------------------------------------- |
| Bernhard Glass         | mannen     | Goud      | 2.54,796 (43,609 / 43,780 / 43,925 / 43,482)          |
| Dettlef Günther        | mannen     | 4e        | 2.57,163 (+2,367) (43,199 / 43,555 / 46,879 / 43,530) |
| Hans Rinn              | mannen     | dns-3     | niet gestart run 3 (45,751 / 48,568 / niet gestart)   |
| Melitta Sollmann       | vrouwen    | Zilver    | 2.37,657 (+1,120) (39,289 / 39,640 / 39,360 / 39,368) |
| Ilona Brand            | vrouwen    | 5e        | 2.38,115 (+1,578) (39,393 / 39,506 / 39,700 / 39,516) |
| Margit Schumann        | vrouwen    | 6e        | 2.38,255 (+1,718) (39,611 / 39,715 / 39,567 / 39,362) |
| Hans Rinn Norbert Hahn | dubbel     | Goud      | 1.19,331 (39,303 / 40,028)                            |
| Bernd Hahn Ulli Hahn   | dubbel     | 4e        | 1.19,914 (+0,583) (39,972 / 39,942)                   |

### Schaatsen
| Olympiër             | Discipline   | Resultaat | Prestatie         |
| -------------------- | ------------ | --------- | ----------------- |
| Andreas Dietel       | 500 m (m)    | 13e       | 39,21 (+1,18)     |
| Andreas Dietel       | 1000 m (m)   | 7e        | 1.17,71 (+2,53)   |
| Andreas Dietel       | 1500 m (m)   | 4e        | 1.57,14 (+1,70)   |
| Andreas Dietel       | 10.000 m (m) | 15e       | 15.15,03 (+46,90) |
| Steffen Doering      | 500 m (m)    | 11e       | 39,06 (+1,03)     |
| Steffen Doering      | 1000 m (m)   | 26e       | 1.21,19 (+6,01)   |
| Andreas Ehrig        | 1500 m (m)   | 9e        | 1.59,47 (+4,03)   |
| Andreas Ehrig        | 5000 m (m)   | 10e       | 7.14,56 (+12,27)  |
| Andreas Ehrig        | 10.000 m (m) | 8e        | 14.51,94 (+23,81) |
| Sylvia Albrecht      | 1000 m (v)   | Brons     | 1.26,46 (+2,36)   |
| Sylvia Albrecht      | 1500 m (v)   | 9e        | 2.14,27 (+3,32)   |
| Sylvia Albrecht      | 3000 m (v)   | 14e       | 4.47,76 (+15,63)  |
| Sabine Becker        | 1500 m (v)   | Brons     | 2.12,38 (+1,43)   |
| Sabine Becker        | 3000 m (v)   | Zilver    | 4.32,79 (+0,66)   |
| Andrea Mitscherlich  | 1500 m (v)   | 6e        | 2.13,05 (+2,10)   |
| Andrea Mitscherlich  | 3000 m (v)   | 4e        | 4.37,69 (+5,56)   |
| Cornelia Jacob       | 500 m (v)    | 6e        | 42,98 (+1,20)     |
| Karin Enke           | 500 m (v)    | Goud      | 41,78             |
| Karin Enke           | 1000 m (v)   | 4e        | 1.26,66 (+2,56)   |
| Christa Rothenburger | 500 m (v)    | 12e       | 43,60 (+1,82)     |
| Christa Rothenburger | 1000 m (v)   | 18e       | 1.29,69 (+5,59)   |

### Schansspringen
| Olympiër         | Discipline         | Resultaat | Prestatie                                            |
| ---------------- | ------------------ | --------- | ---------------------------------------------------- |
| Jochen Danneberg | normale schans (m) | 20e       | 222,7 punten 118,8 p. (83,5 m) + 103,9 p. (77,0 m)   |
| Manfred Deckert  | normale schans (m) | Zilver    | 249,2 punten 121,7 p. (85,0 m) + 127,5 p. (88,0 m)   |
| Manfred Deckert  | grote schans (m)   | 20e       | 219,2 punten 111,0 p. (102,0 m) + 108,2 p. (100,0 m) |
| Harald Duschek   | grote schans (m)   | 33e       | 198,6 punten 98,9 p. (95,5 m) + 99,7 p. (95,0 m)     |
| Henry Glaß       | normale schans (m) | 15e       | 231,4 punten 114,8 p. (81,0 m) + 116,6 p. (81,5 m)   |
| Henry Glaß       | grote schans (m)   | 11e       | 232,0 punten 105,6 p. (93,5 m) + 126,4 p. (110,5 m)  |
| Klaus Ostwald    | grote schans (m)   | 15e       | 225,1 punten 119,0 p. (107,0 m) + 106,1 p. (98,5 m)  |
| Martin Weber     | normale schans (m) | 11e       | 236,8 punten 118,5 p. (83,0 m) + 118,3 p. (83,5 m)   |

Andorra · Argentinië · Australië · België · Bolivia · Bondsrepubliek Duitsland · Bulgarije · Canada · China · Costa Rica · Cyprus · Duitse Democratische Republiek · Finland · Frankrijk · Griekenland · Groot-Brittannië · Hongarije · IJsland · Italië · Japan · Joegoslavië · Libanon · Liechtenstein · Mongolië · Nederland · Nieuw-Zeeland · Noorwegen · Oostenrijk · Polen · Roemenië · Sovjet-Unie · Spanje · Tsjecho-Slowakije · Verenigde Staten · Zuid-Korea · Zweden · Zwitserland